# Baturitia
Baturitia is een geslacht van hooiwagens uit de familie Sclerosomatidae.
De wetenschappelijke naam Baturitia is voor het eerst geldig gepubliceerd door Roewer in 1931. 

## Soorten
Baturitia is monotypisch en omvat slechts de volgende soort:
- Baturitia trispinosa